# Ернст Теодор Вилхелм Хофман
Ернст Теодор Вилхелм Хофман (Кенигсберг, 24. јануар 1776 — Берлин, 25. јун 1822) био је немачки књижевник, најпознатији представник романтизма у немачкој књижевности. Познат је под именом Е. Т. А. Хофман. Писао је приповетке са елементима страве и фантазије. Био је свестран уметник - књижевник, композитор, музички критичар, сликар и карикатуриста. Његове приповетке су имале велики утицај у 19. веку, а он је био кључни књижевник немачког романтизма.

## Младост
Његови преци и са мајчине и са очеве стране били су правници. Отац му је био правник, али такође и песник и музичар аматер. Ернст се родио као најмлађи од троје деце. Родитељи су му се растали 1778. Отац му је живео са најстаријим сином, а мајка је остала у Кенигсбергу са рођацима, две тетке и са ујаком. У домаћинстви је доминирао његов ујак.
До 1792. похађао је лутеранску школу звану и грађанска школа, у којој се поклањало доста пажње класицима. Показао је талент и за сликање и за клавир, али није показивао велики ентузијазам. Није показивао ни ентузијазам за нове уметничке идеје, које се се тада појавиле у Немачкој. Ипак читао је и Фридриха Шилера, Гетеа, Свифта, Штерна, Русоа и Жан Пола, а написао је и део романа.
Око 1787. спријатељио се са Теодором Готлибом фон Хипелом, сином пастора и пријатеља Имануела Канта. Током 1792. похађао је нека Кантова предавања.

## Провинција
Током 1794 заљубио се у удату жену Дору Хат, која је била десет година старија од њега. Њена породица је 1796. протестовала против њега, па су га принудили да оде у провинцију код једнога свога ујака у Шлеској. Запослио се код ујака у Глогау у Шлеској.
Након полагања испита посетио је Дрезден, где је био одушевљен сликама у галерији, посебо Рафаелом и Коређиом. Његов ујак је 1798. добио унапређење и посао на двору у Берлину, па је Хофман са њим завршио у великом граду. Ту је Хофман по први пут покушао да постане композитор, па је написао оперету Маске и послао ју је краљици Лајзи од Пруске. Стигао му је са извесним закашњењем службени одговор да се обрати краљевском театру. До времена када је стигао одговор Хофман је положио трећу рунду испита и са својим пријатељем Хипелом је путовао у Познањ, а успут су се зауставили и у Дрездену да виде галерију.
Од 1800. до 1803. радио је у пруским провинцијама у подручју Мазовије. По први пут је радио, а да га није надзирао нико из његове породице. Ту је брзо направио скандал након карневала 1802. На балу су подељене карикатуре официра, које је он нацртао. Убрзо се сазнало да је он аутор карикатура. Послали су пријаву против њега у Берлин, али у Берлину нису хтели да оштро казне младог службеника, па га премештају у Плок у Новој Источној Пруској. Када се сместио у забаченом Плоку, вратио се у Познањ да се ожени са Маријаном Теклом Рорер. У Плок су се вратили у августу 1802. Плок је био доста изолован, па је Хофман искористио изолацију пишући и компонујући. Ту се такмичио и за награду у једном часопису. Његова драма је била најбоља, али није добила награду.
Почетком 1804. добио је службу у Варшави.

## Варшава
Хофман је време проведено у Пољској сматрао најлепшим делом свога живота. У Варшави је била иста атмосфера, коју је осећао у Берлину. Ту је обновио пријатељство са Захариасом Вернером, а срео се и са Јулиусом Ицигом, који је био члан берлинске књижевне групе Нордштерн (северна звезда).
Нажалост по њега Наполеон је 28. новембра 1806. заузео Варшаву, па је Хофман као службеник Пруске одмах изгубио посао. Вратио се у Познањ и ту је размишљао да ли да иде у Беч или у Берлин. Болест је одложила пут, а француске власти су захтевале да се сви бивши службеници закуну на оданост или да напусте земљу. Пошто му нису дали пасош до Беча морао је у Берлин.

## Берлин и Бамберг
Следећих петнаест месеци представљали су његов најгори период живота. Наполеонова војска је окупирала и Берлин, па је живео од веома оскудних прихода. Стално је посуђивао новце од пријатеља и и даље је био гладан. Са женом је 1. септембра 1808. дошао у Бамберг, где је добио посао менаџера позоришта. Хофман није успевао да побољша стандарде извођења, појавиле су се и интриге против њега и изгубио је тај посао. После тога био је музички критичар у једним новинама у Лајпцигу.
Хофман је успео 1809. када је објавио причу Витез Глик, о једном лудаку који је веровао да је композитор Кристоф Вилибалд Глик. Почео је тада да користи књижевно име Е. Т. А. Хофман, тврдећи да је оно „А“ у част Амадеуса Моцарта.
Запошљава се 1810. у театру Бамберг као декоратер и сценариста. Давао је и приватне часове музике. Добио је затим 1813. посао директора музике у једној покретној опери, која се у том тренутку налазила у Дрездену.

## Дрезден и Лајпциг
Пруска је 16. марта 1813. објавила рат Француској, тако да је путем имао потешкоћа. Опера у којој се запослио преместила се у Лајпциг. Није могао да нађе транспорт до Лајпцига, јер около је трајао рат. Стигао је коначно 23. маја. Пошто је примирје проглашено 4. јуна опера се вратила у Дрезден. Међутим након завршетка примирја 22. августа морали су да се селе из предграђа у сам град, јер трајала је битка код Дрездена. Град се предао 11. новембра, а опера је 9. децембра путовала у Лајпциг. У фебруару 1814. посвадио се са директором опере, који му је дао 3 месеца отказног рока.

## Берлин
У септембру 1814. вратио се у Берлин и поново је добио добар положај. Његова опера се изводила у берлинском театру.
Хофман је алкохолом уништавао здравље, а имао је и сифилис. Такво стање је довело 1822. до парализе. Своје последње радове диктирао је секретарици или жени. Умро је 25. јуна 1822. у 46-ој години живота.

## Стваралаштво
На основу искуства до којих је долазио у истражној комисији, написао је романтичарску сатиру на друштвене прилике, „Мајстора Буву“. Био је склон сањарењима и имао је потребу за дантеовским култом даме. Он је међу првима изнео мисао о музичком идентитету ствари и бића и сматра се претходником Поа и Мопасана у новели ужаса и страве. У његовом стваралаштву видљива је романтичарска појава претапања из стварног у имагинарно, а метаморфозу је учинио принципом литералне креације. За Хофмана је живот био тамница, те је бежао из једне форме живота у другу, а своја расположења бележио је у дневнику посебним знацима. У делима Принцеза Брамбили и Златни лонац откривао је јединство свега живог и постојећег. Карикирајућа опсервација која за подлогу има критички став према друштву, један је од елемената Хофмановог литерарног поступка.
Да би се схватила Хофманова фантастика, важно је знати и да чудеса и чудовишта треба да се посматрају као субјективна категорија, док су реални узроци скривени под маском фантастичних симбола и пуштени да се транспонују на виши план. Важна је и љубавна тематика за Хофманово дело, а јавља се у фантастици и функционалним облицима.
Хофман је лудилу дао сасвим нову, донкихотску боју претварајући га у лудило идеалног заноса и поетске чежње која [...] смешта своје сопствене снове и заносе у стварне оквире, оживљава их и претвара у стварно. По Хофману, сваки човек је способан за зло.
Фантастика се може јавити на више начина. Први начин је преко персонификације, тачније, Хофман оживљава све чега се дотакне. Други начин, одређен као синтаксочко-стилистички пут, јесте претварање епитета у стварна својства при чему епитет не губи својства синтаксичке потчињености субјекту. У његовим делима фабула је, у већини случајева, искидана, окрњена, разбијена. Свака његова фабула има центар који садржи мисаону поруку.
Ако посматрамо Хофманове приче Пескар и Госпођицу Скидери, онда можемо говорити о сличностима и разлици у њиховом компоновању. Пре свега Пескар се ослања на епистоларну форму, што није случај у другој причи. И у једној и у другој причи може се говорити о присуству фантастичних елемената. Исто тако и у једној и у другој причи присутне су личности чије су одлике злог и ђаволског јасно наглашене не само спољашњим изгледом него и психолошком карактеризацијом. Обе приче садрже и приче о љубави с тим што ту постоји извесна разлика. Наиме Натанаел је у вези са Кларом, али та веза не опстаје до краја, док веза Оливијеа и Мадлене бива крунисана браком.
Постоји видна разлика у погледу основних мотива. У Пескару главни је мотив очију и мотив механизма. Наизглед главни лик Натанаел, на крају умире, а Клара, ипак остварује срећу. Главно је питање несклада између спољашњег и унутрашњег живота и виђење сабласног. Присутан је свезнајући приповедач који се оглашава, дате су ретроспекције и антиципације.
У Госпођици Скидери видно је наглашен однос уметник-створено дело. Прича је фрагментарно организована, има дигресија, ликови имају улогу приповедача. У самој причи приметни су упливи различитих жанрова. За разлику од прве приче, овде је све подређено решавању злочина. Решавање злочина захтева повратак у прошлост Појављују се детективи који разрешавају злочине кроз низ случајних ситуација. Ова прича претеча је детективског жанра.

## Пескар
Хофманова прича Пескар делом се ослања на епистоларну форму. Састоји се из писма Натанаела Лотару, Клариног писма Натанаелу, и још једног Натанаеловог писма Лотару које се прекида појавом свезнајућег приповедача. У писмима су ретроспективно дати круцијални догађаји из Натанаеловог детињства. Изнета ретроспекција асоцијативно је мотивисана.
Пескар има мотиве чудног, необичног и тајанственог те се може посматрати као претеча хорор жанра. Прича је представљена тако да прати Натанаелове догађаје и осећаје. Доминирају два тајанствена мотива, мотив пескара и мотив механизма. Мотив очију је лајт мотив који повезује сваки мотив у причи те су видљиве тежње романтичарске идеологије. Сам романтичарски дух оптерећен је сазнањем о нескладу између духа и спољашњег живота. Оно што је романтичаре доводило до могућности откривања сабласног било је расплињавање између спољашњег и унутрашњег. Класична обрада феномена сабласног, чија је тежња корен лудила, присутна је и у Пескару. Сабласно је могуће свести на трауму из детињства што се повезује са алхемичарем Копелијусом и што доводи до стварања искривљене перцепције спољашње стварности.
Главна личност је Натанаел. Мотивисан сусретом са Копелијусом, пише писмо Лотару коме говори о ужасном догађају који има убиствени утицај на њега. Почетна епизода подредила је сва његова даља осећања. Мучи га сећање из детињства па говори: Наслућујеш да само нарочити односи који дубоко задиру у мој живот могу да придаду значај овом случају, па чак и да мора да на мене злотворски делује личност оног кобног трговчића. Кроз реминесценцију, Натанаел износи сећање из детињства. Говори о Копелијусу, човеку кога сматра кривим за смрт свога оца, и човеку кога се плашио и гадио. Спољашњи изглед Копелијуса наводи нас да помислимо да је реч о нечему демонском. Те зелене, мачје очи, уста која су се развлачила у пакостан смех, зуби кроз које је шиштао необичан звук, знак су правог демона. Злог има и у његовом понашању јер је намерно додиривао храну и пиће, иако је знао да деца ништа онда неће окусити.
Сабласно зависи од тога чијим се очима види. У самом Пескару видљиво је још једно виђење сабласног. Посматрајући Клару и Натанаела можемо говорити о двама погледима на свет, реалном и имагинарном. То реално виђење живота износи Клара, која сматра да су све ужасне ствари о којима Натанаел говори само могле да се догоде у његовој души и да спољашњи свет у томе није учествовао. По њој, Копелијус може да делује као ђаволска сила само ако је не прогнамо из срца и мисли. Даје објашњење да су га се деца гадила јер их је мрзео, а Натанаелов отац је умро делом и због своје неопрезности. Супротно здраворазумској перспективи чији је носилац Клара, Натанаел сматра да је зла сила, отелотворена у Копелијусу могла споља да ступи у његов живот. Клара је реализована као антипод Натанаелу, а касније и Олимпији па она на крају једина задовољава животне квалитете. Њен лик и темперамент имају природно одређење, а романтичари су у природном поретку видели идеал живота. Док Натанаел верује у Копелијуса, он постоји. Клара га саветује да ведрином победи стање у коме се налази. Међутим, ведрине нема јер ју је вера у сабласно убила. Натанаел губи песнички дар, тоне у снове, и јури ка лудилу. У трећем писму, даје своју опседнутост, Олимпијом, механизмом. Појављује се свезнајући приповедач који води неку врсту дијалога са читаоцем. Објашњава разлог који га је навео да напише ову причу, и показује начин на који ју је конципирао. Потом додаје оно што треба да се зна, а што није унео у писмима. Објашњава да су Клара и њен брат, Лотар, доспели у Натанаелову породицу након смрти оца. Поставља се питање Кларине лепоте и њене природе. Лик Кларе једним делом гради се преко карактеризације коју износи приповедач имала јаку машту ведрог, отвореног правог детета [...] многи приговарали да је хладна без осећања и прозаична [...] a Кларина хладна природа све више је изазивала Натанаелово нерасположење. Доказ последњој тврдњи је и то што Натанаел Клару назива бездушним аутоматом пошто не разуме песму коју је написао. Натанаел касније доживљава оно што је испевао у песми. Важно је указати да појава Копелијуса утиче на Натанаелово понашање.
Ипак, можда Натанаелове очи нису криве за изобличење света. Оно што га приближава гротескној изабраници његовог срца јесте пожар који је задесио његов дом. Појављује се мотив очију кроз причу о трговцу Кополи који продаје дурбин, а што ће Натанаелу помоћи да гледа Олимпију, која је, као и он, аутомат. Сцена продаје дурбина заснована је на језичком неспоразуму. У опису Олимпијиних женских квалитета до изражаја долази иронија. Сусрет са Кополом дат је као асоцијација сећања на догађаје из детињства. Оно што примећује на Олимпији јесу укочене мртве очи. Не примећује да је реч о механизму и не слуша друге који говоре да је то механизам, прави се да је живо биће, а мора да има неки ђаво. Приказан је доживљај Олимпије од стране ширих друштвених кругова. Фантастично је толико реално приказано да се и не сумња. Натанаел се диви њеном погледу који каже више него било који језик, задивљен је јер уме да га слуша.
Сукоб Спаланцанија и Кополе, који Натанаел посматра, представља централни део ове приче. Копелијус отима фигуру Олимпије од Спаланцанија, али не и очи. Долази до промене регистра приповедања. Дат је прелазак са фантастичних на сатирично-реалистичне тонове. Оно што се дешава Олимпији дато је као алегорија. Постојање две перспективе утиче да се жанр не може одредити до краја. Причу одређује изразит дуализам. Јавља се сукоб спољашњег и унутрашњег, природног и вештачког. Све се врти око очију.
Натанаел се на тренутак враћа у равнотежу, али не задуго. Климакс приповедања остварен је приликом преласка из епистоларне у новелистичку причу. Спреман је да обнови љубав са Кларом, али добија напад лудила. Дурбин који узима да види грм који му се приближава, чини да полуди. Клару једва спашава Лотар. Натанаел види адвоката Копелијуса, за чије постојање сам приповедач даје потврду. У тренутку кад га угледа виче: Ха! Лепи оки, лепи оки! Копелијус као да антиципира нешто што ће се десити. Натанаел скаче са зграде, завршава најтрагичније, а његова смрт доводи до нестанка Копелијуса.
Сам крај представља неку врсту ироничног епилога у коме је приказана породична идила у којој се Клара смирује након Натанаелове смрти. Ведрина се рађа, док је живот несвестан сабласног.

## Госпођица Скидери
Госпођица Скидери јесте прича која је ближа облику из кога се развио детективски жанр. Представља Хофманово ремек-дело у коме Кардијак, гоњен унутрашњим гласом, злотвор владавине Луја XIV, убија оне који наруче драгуље. Хофман је псеудоисторијске догађаје везане за тровање искористио као увод за причу о Кардијаку и његовој поремећеној љубави према драгуљима. Нешто демонско у њему не дозвољава му да се одвоји од накита. Ствара се специјална атмосфера страха услед тајанственог убиства што је надовезано на убиства тровања арсеником. Таквим чином он драгуље жели да поврати једином њиховом власнику-себи. Полиција верује да је у питању злочиначка банда, и не може да му уђе у траг.
Почетак приче временски је ситуиран у кишну ноћ. Госпођица Скидери, аутор романа и стихова на чудан начин постаје део приче, онда када непознати младић закуца на њена врата како би је упозорио да може спасити људски живот. Други сусрет са њим је на тргу, поред гомиле људи. Трећи сусрет, приказан на патетично сентименталан начин, представља увод у праву причу. Тај младић син је њене некадашње штићенице. Управо то је један од разлога њене мотивисаности да га ослободи кривице. Она која је оличење доброте и љупкости, треба да се супротстави злу. Колика је Хофманова машта видљиво је и у самом поступку додељивања улоге детектива оваквој особи. Госпођица Скидери, видљиво збуњена не зна коме да верује те и она сама поверује у постојање демонске силе. До истине о Кардијаку долази након разговора са младићем ове девојке. Њој је додељена улога убеђивања краља да помилује младића.
Централна прича је фрагментарно организована са пуно епизаода и дигресија. Има пуно епизода и најчешће су ретроспективног карактера, а мотивисане су појавом нових ликова и у њима се објашњава прошлост ликова. Ретроспекцијом ће бити објашњена и прошлост чувеног златара Ренеа Кардијака, као и живот његове ћерке и Оливија Брисона. У појединим епизодама су ликови наратори, те лик постаје приповедач. Доминирају нарација и монолог.	
У Паризу људи бивају убијени или претучени усред ноћи на улици, њихов драгоцен накит нестаје, а убица је онај који и ствара накит. Има пуно догађаја који се могу сматрати тајанственим, чијим ће се расветљавањем доћи до сазнања да су били логични. Убиства су повезана с Оливијеом јер је открио Кардијакову тајну, он је до краја патетичан и не жели да открије убицу пошто је у љубави са Мадлоном. Врхунцем лојалности сматра се кад на леђима доноси мртвог Кардијака и не жели да искористи његову исповест. Ликови се могу поделити на две велике групе, на божанске и ђаволске.
Госпоћица де Скидери упућује на божанске анђеоске ликове, инсистира на чистоти, правди. Она је дата кроз топос женских детектива који се на западу јављају од 1890. године. Оне, као и госпођица де Скидери случај решавају захваљујући низу случајности. Топоси које она преузима воде ка разрешењу. Све што чини ствар је случајности и тек након сусрета са Оливијеом преузима праву акцију. Пред њу излази убица који каже да је крив за Кардијакову смрт. Он је поносан на своје дело јер је Кардијак починио многа убиства. Даје се важност заштите сведока, да се не открије оно што је Скидеријевој рекао прави Кардијаков убица. Уз помоћ адвоката треба да се разреши нечија судбина. Мадлона, која представља анђеоску фигуру, буди успомене краљу, што га мотивише да ослободи Оливијеа, али јој и даје мираз.
Може се указати на занимљивост ликова хтонског типа. Кроз Ла Ренија и портретом и карактерно дата је ружноћа. У лику Кардијака присутно је више различитих традиција које су га оформиле. Ђаволски аспект његове природе појачан је његовим изгледом, риђост је сматрана ознаком ђавола. Он има „pogled iz malih, duboko uvučenih očiju, koje su zeleno svetlucale…” У пуном сјају знао је да обради неугледан драгуљ уз незнатан новац. И психолошки је мотивисано то ђаволско у њему. Кад види драгуљ, његове очи заблистају. Постајао је суров и дрзак кад би морао да га преда. У тим тренуцима има све одлике ђаволског. Признаће Скидеријевој да је накит који се код ње нашао радио мислећи на њу, али и да је нестао из његове радионице. Моли је да прими оно што други добијају уз молбу и заклињање, јеца, и као махнит одјури. Госпођица де Скидери тај накит назива „амајлијом самог нечастивог. Она је огорчена и уплашена. Посматрајући Кардијака и његове драгуље може се указати на романтичарско схватање односа између творца и његовог дела. У концепту Кардијаковог лика доста је дато од романтичарског односа према уметности. Ако посматрамо политички план видимо да је дат Ла Рени, као представник анахроног судског система и Дегре који је прототип детектива. Ла Рени до признавања долази преко мучења, док је савремени однос према злочину утврђен појавом правног система. Детектив Дегре најављује праве детективе. Он је и активан учесник потраге за убицом. Не успева да ухвати убицу већ пада, у чему има комике. Прича може да се чита из перспективе различитих жанрова, хорор, детективског, а чудно нестајање убице, објашњено логичним начином који је као и само објашњење дискутабилан, јесте утицај готике. На крају, који је издвојен елипсом и представља неку врсту епилога, брачни пар одлази у Женеву, а благо је враћено власницима.
Госпођица де Скидери далеко је важнија као прототип детективског жанра и многи се поступци узимају као најава модерног приповедачког модела. Фрагментарно је организован низ епизода, присутни су ликови који преузимају улогу приповедача, преко исповести следи откривање детаља из прошлости. Решење идентитета убице се налази у прошлости. Исто тако присутно је укрштање паралелних токова.